# Józef Piłsudski-emléktábla
Józef Piłsudski lengyel államférfi, marsall mészkőből és bronzból készült domborműves emléktáblája Budapest XII. kerületében, az Apor Vilmos tér 2. alatt található.

## Története
A két világháború között működő Magyar–Lengyel Egyesület nevéhez több magyarországi köztéri emlékmű állítása is köthető. 1936-ban adtak megbízást a nem sokkal korábban elhunyt Piłsudki marsall emléktáblájának elkészítésére. Az emlékművet Antal Dezső (építész), a bronz reliefet Sződy Szilárd (szobrász) készítette, s az akkori Piłsudski utca és Böszörményi út sarkán (napjainkban: Apor Vilmos tér 2.) 1936. május 24-én avatták fel.
A második világháború és a kommunista hatalomátvétel (1948) után a Magyar Népköztársaságban Piłsudski hivatalos politikai megítélése megváltozott, tábláját megsemmisítették. 1993-ban Lengyelország nagykövetsége újra felállíttatta, az új mészkőtábla Pusztai Ágoston munkája. Napjainkban a magyarországi lengyelek fontos emléke, illetve emlékhelye.

## Felirata
PIŁSUDSKI

1867–1935

Józef Piłsudski

1919 és 1922 között az újjászületett

Lengyel Köztársaság államfője,

1926 és 1935 között hadügyminiszter,

1926 és 1928 között valamint 1930-ban

miniszterelnök.